# عبدالحمید شرف
عبدالحمید شرف (عربی: الشريف عبدالحميد شرف؛ ۸ ژوئیه ۱۹۳۹ – ۳ ژوئیه ۱۹۸۰) سیاستمدار و دیپلمات اهل اردن بود. وی از ۱۹ دسامبر ۱۹۷۹ تا هنگام مرگ در ۳ ژوئیه ۱۹۸۰ نخست‌وزیر اردن بود.
عبدالحمید شرف در ۳ ژوئیه ۱۹۸۰، در سن ۴۰ سالگی بر اثر سکته قلبی درگذشت.